# Darryl Stephens
Pour les articles homonymes, voir Stephens.
Darryl Stephens (né le 7 mars 1974 à Pasadena en Californie aux États-Unis) est un acteur de séries télévisées et de cinéma américain. Il tient essentiellement des rôles dans des films et séries à thèmes LGBT.

## Biographie
Darryl Stephens grandit dans les environs de Pasadena et de Altadena dans le compté de Los Angeles en Californie. Il est entré à l'Université de Californie située à Berkeley où il étudie la sociologie et réalisé des études ethniques, de comédie et de danse et obtient une licence. Il joue pendant quatre ans à San Francisco avec la troupe de théâtre Sassymouth avant de se rendre à Los Angeles pour faire carrière à la télévision. Il travaille aussi avec l'atelier de théâtre Berkeley Black.
En retournant à Los Angeles, il apparait dans l'émission Undressed de MTV et sur la chaine musicale VH1. Pendant la même période, il apparait aussi dans des publicités comme pour les Dockers et joue dans des petites troupes de théâtre.
Darryl Stephens a des seconds rôles dans les films Seamless, Not Quite Right et Circuit. Il gagne en notoriété en 2004 lorsqu'il est choisi par le cinéaste indépendant Patrik-Ian Polk comme personnage principal de la série Noah's Arc.
Fin de 2006, il interprète des rôles dans la comédie Another Gay Movie et Boy Culture, le premier long métrage de Derek Magyar. En 2010 il joue le rôle de Frank Lewis dans le biopic Bolden!.
Bien que Darryl Stephens soit réservé pour discuter de sa vie personnelle, il assume être homosexuel[réf. nécessaire]. En 2020, lui et son compagnon ont une fille.

## Filmographie
- Another Gay Movie (2006) dans le rôle d'Angel
- Boy Culture (2007) dans le rôle d'Andrew

## Télévision
- Undressed (2000)
- That's Life  (2001)
- Noah's Arc (2005- ) dans le rôle de Noah Nicholson
- 2011 - 2012 - Desperate Housewives : Terrence season 7 episode 22 (24.09)
- Two Broke Girls (2013) season 2 episode 10
- Ringer (2011) : un styliste